# 郊区 (ジャムス市)
郊区（こうく）は中華人民共和国黒竜江省ジャムス市に位置する市轄区。

## 行政区画
2街道、7鎮、4郷を管轄：
- 街道：佳西街道、友誼街道
- 鎮：大来鎮、敖其鎮、望江鎮、長発鎮、蓮江口鎮、西格木鎮、沿江鎮
- 郷：長青郷、平安郷、四豊郷、群勝郷

## 交通

### 鉄道
- 中国国家鉄路集団
  - 中国鉄路ハルビン局集団公司
    - 哈佳線（ハルビン方面）- 興華駅（中国語版） - ジャムス西駅（中国語版） -（ジャムス方面）
    - 綏佳線（綏化方面）- 望江駅（中国語版） - 興蓮駅（中国語版） - 蓮江口駅（中国語版） -（ジャムス方面）
    - 鶴崗線 蓮江口駅（中国語版） - 半截河駅（中国語版） -（鶴崗方面）
    - 図佳線 （牡丹江方面）- 長発屯駅（中国語版） -（ジャムス方面）

### 道路
- 高速道路
  - 鶴大高速道路
  - 哈同高速道路
- 国道
  -  G201国道
  -  G221国道（中国語版）

## 健康・医療・衛生
- ジャムス市郊区人民医院